# Tigrigobius gemmatus
Tigrigobius gemmatus é uma espécie de peixe da família Gobiidae e da ordem Perciformes.